# Коланович, Маша
Ма́ша Кола́нович (хорв. Maša Kolanović; 19 нояб. 1979 г.) — хорватская писательница, преподавательница Загребского университета.

## Биография
Маша Коланович родилась 19 ноября 1979 года в Загребе. Окончила Загребский университет по специальности «Хорватская филология и сравнительная литература». Там же она получила докторскую степень по истории литературы и культурологии.
После окончания университета в 2006 году Маша работала научной сотрудницей в Венском университете, в 2011—2012 годах в Техасском университете в Остине и в Тринити-колледже в Дублине. Затем она вернулась преподавательницей современной хорватской литературы на факультет гуманитарных и социальных наук в Загребский университет, где сейчас работает доцентом.

## Личная жизнь
Сейчас Маша Коланович живёт со своей семьей в Загребе.

## Произведения
В 2001 году была опубликована её первая книга — сборник стихов «Pijavice za usamljene» / «Пиявки для одиноких».
В 2008 году был опубликован роман «Sloboština Barbie». Он был переведён на немецкий язык и номинирован на несколько литературных премий. В романе Коланович показывает действительность во время войны в Югославии глазами маленькой девочки.
2011 год — диссертация, научная монография «Udarnik! Buntovnik? Potrošač…: Popular Culture and Croatian Novel from Socialism to Transition».
2013 год — поэма «Jamerika: trip».
С 2013 года Маша Коланович является редактором книги «Сравнительный постсоциализм: славянский опыт».
В 2019 году вышел в свет сборник рассказов «Poštovani kukci i druge jezive priče»/ «Уважаемые насекомые и другие страшные истории». Он состоит из двенадцати историй на различные темы, в рассказах описан абсурд существования в условиях капитализма, в котором главные герои пытаются сохранить свое достоинство, борясь как жуки и иногда буквально уничтожая себя. В 2020 году книга получила литературную премию Европейского Союза.

## Публикации на русском языке
В 2018 году в журнале «Иностранная литература» были опубликованы три рассказа Маши Коланович в переводе Жанны Перковской.